# Litvinisme
 (juin 2025).

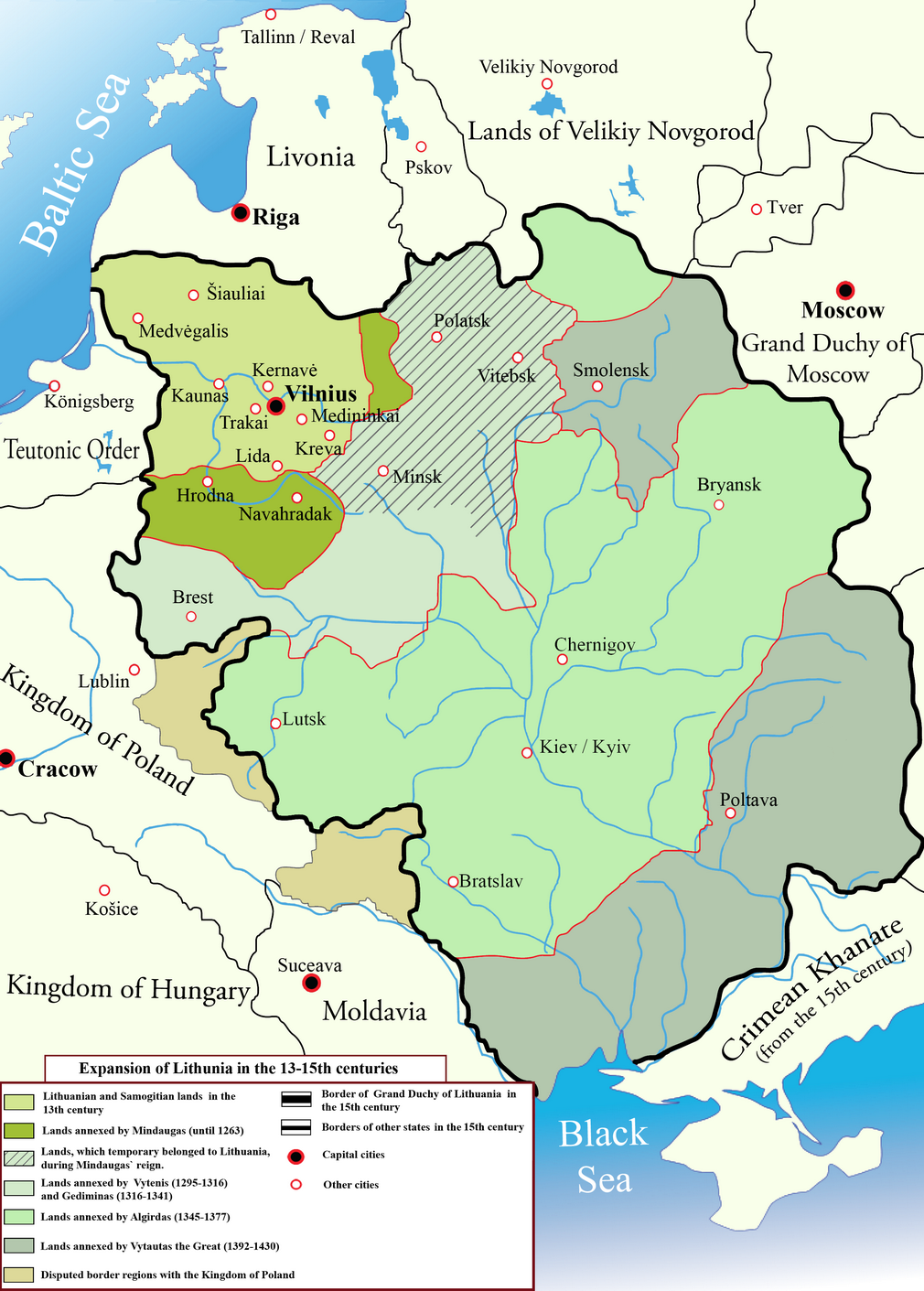
Carte du Grand-Duché de Lituanie, principal fondement de l'identité lituanienne, à son apogée du.

Le litvinisme est un courant politique et une branche pseudohistorique du nationalisme, de la philosophie en Biélorussie, qui fonde l'histoire de son État sur l'héritage du Grand-Duché de Lituanie et met l'accent sur la composante balte du groupe ethnique biélorusse. Selon cette branche du nationalisme biélorusse, le Grand-Duché de Lituanie était un État slave ou biélorusse, les Lituaniens médiévaux étaient biélorusses et la Lituanie moderne est une conséquence d'une falsification de l'histoire,,. En outre, certains litvinistes russes considèrent le Grand-Duché de Lituanie comme un État slave russe,,.
Les tenants du litvinisme affirmant que le Grand-Duché de Lituanie était un « État biélorusse » et que les Biélorusses auraient des « droits historiques » sur Vilnius. Ces idées ont été exprimées par les Biélorusses de l'entre-deux-guerres, les communistes biélorusses,, le président biélorusse Alexandre Loukachenko,, les membres de l'opposition biélorusse à Loukachenko,,,, et certains intellectuels biélorusses modernes,,,,. Certains Biélorusses s'approprient l'identité nationale lituanienne en prétendant qu'ils sont les « vrais Litvines (Lituaniens) », alors que selon eux les Lituaniens modernes sont des lietuvisai ou Žmudins (Samogitiens) qui n'ont jamais eu leur propre État auparavant — ce car la Samogitie n'a jamais été un État et parce que la nation lituanienne actuelle n'a rien en commun avec la « Litva historique (Lituanie) »,. De plus, selon les théories litvinistes, la Haute Lituanie, y compris Vilnius, sont des « terres historiques des Litvines, c'est-à-dire des Biélorusses ». Certains Biélorusses affirment également que l'histoire de la « "Lietuva" est basée sur l'histoire réelle déformée de la Biélorussie ("Litva" historique) », et exigent l'utilisation de termes distincts pour désigner la « Lituanie historique » comme « Litva » et la « Lituanie moderne » comme « Lietuva ».
Les opposants au litvinisme considèrent le mouvement comme une théorie pseudohistorique marginale,,,,. L'utilisation du terme de « Lietuva » pour désigner la Lituanie moderne en biélorusse a également été critiquée par les Biélorusses eux-mêmes, qui l'ont jugé « inacceptable » et « monstrueux » et ont souligné qu'au début des années 1990, il y avait un accord entre les intellectuels biélorusses et lituaniens pour cesser d'utiliser les termes de « Lietuva » (« Lituanie ») et « Letuvisy » (« Lituaniens ») dans les publications biélorusses. L'activiste politique biélorusse Sviatlana Tsikhanouskaya a décrit le litvinisme comme le fait de « cas marginaux » qui cherchent à opposer artificiellement les Lituaniens et les Biélorusses, et a affirmé que les Biélorusses respectent l'intégrité et le patrimoine de la Lituanie,. Le litvinisme a également été décrit comme une forme de fascisme avec des revendications territoriales expansionnistes sur les pays voisins de la Biélorussie. En 2024, une douzaine d’organisations biélorusses en Lituanie ont signé une déclaration par laquelle elles se distanciaient de l’idéologie du litvinisme et niaient toute revendication territoriale sur la Lituanie.
Certains litvinistes rejettent leur identité nationale biélorusse et leur affiliation à la République de Biélorussie, en faveur d'une identité litvinienne (« lituanienne ») catholique balte reconstruite, fondée sur l'histoire et l'héritage du Grand-Duché de Lituanie. Selon les recensements nationaux, seules quelques dizaines d’habitants de la Biélorussie déclarent leur identité ethnique comme étant Litvine plutôt que Biélorusse.